# عمر سامر المصري
عمر سامر المصري ( 19 أكتوبر 1998 ) ممثل سوري . عرفه الجمهور في مسلسل باب الحارة بدور ديبو . وهو ابن الممثل المعروف سامر المصري .

## عن حياته
كانت بدايته عندما شارك ب مسلسل باب الحارة وهو بعمر الثامنة عام 2006، ليشارك بعدها في العديد من الأعمال خاصة في مجال الدراما التلفزيونية والتي من أبرزها (الدبور، فجر آخر). وهو ابن الممثل سامر المصري ولديه أخ اسمه ورد واخت اسمها ياسمين .

## أعماله

### المسلسلات
- أبو جانتي ( ملك التاكسي ) ج2
- الدبور ج2
- أبو جانتي ( ملك التاكسي )
- الدبور
- باب الحارة 3... ديبو
- أنا و إخوتي الجزء الثاني
- أنا و إخوتي الجزء الأول
- فجر آخر
- باب الحارة 2... ديبو
- باب الحارة 1... ديبو

## روابط خارجية
- عمر سامر المصري على موقع قاعدة بيانات الأفلام العربية